# Hydroides operculatus
Hydroides operculatus är en ringmaskart som först beskrevs av Treadwell 1929.  Hydroides operculatus ingår i släktet Hydroides och familjen Serpulidae. Inga underarter finns listade i Catalogue of Life.